# Ласло Шојом
Ласло Шојом (мађ. Sólyom László; Печуј, 3. јануар 1942 — Будимпешта, 8. октобар 2023) био је председник Мађарске од 2005. до 2010. године када је на изборима победио Каталин Сили. Шојом је био независни кандидат, по занимању правник, специјалиста уставног права. На месту председника наследио је Ференца Мадла.

## Биографија
Рођен је у граду Печују. Дипломирао је на Правном факултету Универзитета у Печују 1965. године. Радио је као професор на универзитетима и правним институтима у Будимпешти, на Универзитету Еотвос Лоранд од 1983, на Универзитету Петер Пазмањ од 1996. и на Универзитету немачког језика Андраши Ђуле у Будимпешти од 2002. године. Такође је радио у Јени у Немачкој три године.
Његова политичка каријера започета је у оквиру грађанских и удружења за заштиту околине у којима је радио као правни саветник крајем 80-их. Оснивач је Дунавског круга, а учествовао је у протестима против изградње планиране бране Нађмарош. Један је од оснивача Мађарског Демократског Форума који је основан 1987. и имао је важну улогу у транзицији Мађарске ка парламентарној демократији.
Политику је напустио крајем 1989. када је изабран за судију Уставног суда Мађарске. Постао је председник суда годину дана касније и остао на тој позицији до 1998. године. Током овог периода Уставни суд је одиграо кључну улогу у постављању темеља и учвршћивању демократије у Мађарској. Шојом је значајно допринео укидању смртне казне, увођењу заштите информисања, слободе мисли и савести као и уставне заштите за хомосексуалце.
Заступник је контроверзног принципа активизма заснованог на идеји невидљивог устава, према којима се одлуке судова доносе на основу духа и морала Устава а не његове изричите писане форме и заступања принципа једнаког људског достојанства без обзира на слово закона и Устава.
Након завршетка његовог мандата наставио је да се бави правом на факултетима а 2000. је основао невладину организацију Ведеђлет која се бави животном средином и грађанским правима. На председничким изборима је учествовао на основу номинације ове организације.
Ожењен је са Ержебет Шојом и има двоје деце и деветоро унучади. Говори енглески, немачки и француски језик.

## Избор за председника
Номинован је од стране организације за заштиту животне средине Ведеђлет укључујући и важне јавне личности и левице и деснице. Према Уставу Мађарске, председника бира Народна скупштина те је било потребно да прикупи подршку политичких партија. Опозиционе странке, Фидес и Мађарски Демократски Форум су такође подржале његову кандидатуру. Иако су странке власти већином подржале кандидатуру Каталин Сили из Социјалистичке партије, једна од мањих странака у Влади Алијанса слободних демократа - Мађарска либерална партија је одлучила да буде уздржана и тиме индиректно дозволила избор Шојома.
Изабран је 7. јуна а званично је дужност преузео 5. августа 2005. године.

## Контроверзе
Након што је изабран за председника изјавио је да неће посетити САД све док се на границама ове државе буду тражили отисци прстију путника. Приликом доделе националних награда одбио је да се рукује са вицегувернером Народне банке Мађарске Јаношом Фекетеом. Такође је одбио да додели сличну награду бившем премијеру Ђули Хому јер је тврдио да он није променио ставове о револуцији 1956.

## Награде
- Орден Крста земље Марије (Естонија, 2006)
- Орден Витаутаса Великог (Литванија, 2006)
- Орден Пријатељства I степена (Казахстан, 2007)
- Орден књаза Јарослава Мудрог І степена (Украјина 2008)